# Fernand Rivers
Fernand Rivers, pseudonimo di François Large (Saint-Lager, 6 settembre 1879 – Nizza, 17 agosto 1960), è stato un attore, regista e produttore cinematografico francese fratello dell'attore Rivers Cadet.

## Filmografia

### Attore
- Les Martyrs de l'Inquisition, regia di Lucien Nonguet - cortometraggio (1905)
- La Peine du talion, regia di Gaston Velle - cortometraggio (1906)
- Rigadin et la jolie manucure, regia di Georges Monca - cortometraggio (1909)
- Isis, regia di Gaston Velle - cortometraggio (1910)
- Le sursis, regia di André Heuzé - cortometraggio (1912)
- Le Bossu, regia di André Heuzé - cortometraggio (1913)
- Trois Femmes pour un mari, regia di Georges Monca - cortometraggio (1913)
- Le Bon Juge, regia di Georges Monca - cortometraggio (1913)
- Rigadin victime de l'amour, regia di Georges Monca - cortometraggio (1914)
- Rigadin et la caissière, regia di Georges Monca - cortometraggio (1914)
- Rigadin et l'homme qu'il assassina, regia di Georges Monca - cortometraggio (1914)
- Le Paradis, regia di Gaston Leprieur (1914)
- Le voyage de Corbillon, regia di Charles Prince - cortometraggio (1915)
- Rigadin n'est pas un espion, regia di Georges Monca - cortometraggio (1915)
- Le Trophée de Rigadin, regia di Georges Monca - cortometraggio (1915)
- Rigadin, prix de beauté, regia di Georges Monca - cortometraggio (1915)
- Rigadin coiffeur pour dames, regia di Georges Monca - cortometraggio (1915)
- Rigadin est jaloux, regia di Georges Monca - cortometraggio (1915)
- Comment Rigadin se fait aimer, regia di Georges Monca - cortometraggio (1915)
- L'oeil de la gantière - cortometraggio (1915)
- Surveillons Adolphine - cortometraggio (1915)
- Les Fiancés héroïques, regia di Georges Monca - cortometraggio (1916)
- Chacun son métier - cortometraggio (1916)
- È per gli orfanelli (C'est pour les orphelins), regia di Louis Feuillade - cortometraggio (1916)
- Le prince Plouf, regia di Roger Lion - cortometraggio (1917)
- Plouf victime du baromètre - cortometraggio (1917)
- Plouf veut se suicider - cortometraggio (1917)
- Plouf ne fait jamais grève - cortometraggio (1917)
- Plouf et les trois jouvencelles - cortometraggio (1917)
- Plouf et la prédiction de la gitane - cortometraggio (1917)
- Plouf est aimé par vengeance - cortometraggio (1917)
- Baptiste est vindicatif - cortometraggio (1917)
- Une nuit de noces, regia di Marcel Simon (1920)

### Attore e regista
- Cache-toi dans la malle! - cortometraggio (1906)
- Le bracelet-montre - cortometraggio (1912)
- Champignol malgré lui - cortometraggio (1913)
- Il faut que jeunesse se passe - cortometraggio (1915)
- Tout ce qui brille n'est pas or - cortometraggio (1915)
- L'Héritage de Cécile - cortometraggio (1915)
- Ce que femme veut - cortometraggio (1915)
- Les apparences sont trompeuses - cortometraggio (1916)
- L'excès en tout est un défaut - cortometraggio (1916)
- Quand il y en a pour deux - cortometraggio (1916)
- Gonzague - cortometraggio (1916)
- L'habit ne fait pas le moine - cortometraggio (1916)
- Trop gratter cuit - cortometraggio (1916)
- Si vieillesse savait! - cortometraggio (1917)
- Plouf fait son voyage de noces à Deauville - cortometraggio (1917)
- Plouf rate un beau mariage - cortometraggio (1917)
- Esprit es-tu là? - cortometraggio (1917)
- Plouf a eu peur - cortometraggio (1918)
- Le duel de Plouf - cortometraggio (1918)
- Ça tourne - cortometraggio (1918)

### Regista
- Et l'on revient toujours - cortometraggio (1917)
- Quand les feuilles tomberont, co-regia di Marcel Simon - cortometraggio (1921)
- Il padrone delle ferriere (Le maître de forges), co-regia di Abel Gance (1933)
- La signora delle camelie (La dame aux camélias), co-regia di Abel Gance (1934)
- Pasteur, co-regia di Sacha Guitry (1935)
- Bonne chance!, co-regia di Sacha Guitry (1935)
- Le Chemineau (1935)
- Bichon (1936)
- Les Deux Gosses (1936)
- Boissière (1937)
- Le Fauteuil 47 (1937)
- Le Concierge revient de suite - cortometraggio (1937)
- Quatre heures du matin (1938)
- La présidente (1938)
- La Goualeuse (1938)
- Berlingot et Cie (1939)
- Le Roi des galéjeurs (1940)
- L'an 40 (1941)
- L'embuscade (1941)
- La parola alla spada (La Rabouilleuse) (1944)
- Cirano di Bergerac (Cyrano de Bergerac) (1946)
- Il padrone delle ferriere (Le maître de forges) (1948)
- Ces dames aux chapeaux verts (1949)
- Tire au flanc (1950)
- Mani sporche (Les mains sales), co-regia di Simone Berriau (1951)